# آلفونس گورباخ
آلفونس گورباخ (آلمانی: Alfons Gorbach؛ ۲ سپتامبر ۱۸۹۸ – ۳۱ ژوئیهٔ ۱۹۷۲) یک سیاست‌مدار اهل اتریش بود.